# Colania (protista)
Colania es un género de foraminífero bentónico de la subfamilia Neoschwagerininae, de la familia Neoschwagerinidae, de la superfamilia Fusulinoidea, del suborden Fusulinina y del orden Fusulinida. Su especie tipo es Colania kwangsiana. Su rango cronoestratigráfico abarca el Maokouaense (Pérmico medio).

## Discusión
Clasificaciones más recientes incluyen Colania en la superfamilia Neoschwagerinoidea, y en la subclase Fusulinana de la clase Fusulinata.

## Clasificación
Colania incluye a las siguientes especies:
- Colania altimurensis †
- Colania aulaensis †
- Colania columbiana †
- Colania douvillei †
- Colania duomaensis †
- Colania kotsuboensis †
- Colania kwangsiana †
- Colania ngariensis †
- Colania ozawai †
- Colania ziquiensis †